# Frederick McCarthy
Frederick Richard "Fred" McCarthy (15 de outubro de 1881 — 15 de fevereiro de 1974) foi um ciclista canadense que participava em provas de pista.
Nos Jogos Olímpicos de Londres 1908 ele conquistou uma medalha de bronze na prova de perseguição por equipes, competindo pelo Canadá. Também competiu nos 5000 m e dos 20 km, sendo eliminado na primeira rodada, assim como nos 100 km, velocidade, dos 660 jardas e no tandem.